# Мартинюк Ярослав Петрович
Яросла́в Петро́вич Мартиню́к (нар. 20 лютого 1989, Вінниця) — український футболіст, центральний півзахисник. Виступав за юнацькі збірні України.

## Клубна кар'єра
Вихованець юнацьких команд «Нива-Світанок» (Вінниця), УФК (Львів) та «Карпати» (Львів). Перший тренер — Олег Родін.
У дорослому футболі дебютував 19 листопада 2006 року за команду львівські «Карпати», вийшовши на 84 хвилині проти одеського «Чорномореця», змінивши Олега Женюха. У тому ж 2006 році почав грати за другий склад команди, відігравши за команду 14 матчів і забивши гола у ворота броварського «Нафкома». В сезоні 2011/12 відіграв 14 матчів у молодіжній першості, забивши при цьому три голи.
У лютому 2013 року разом з одноклубником Андрієм Ткачуком перейшов на правах оренди до кінця сезону в київський «Арсенал».
24 лютого 2015 підписав контракт з клубом білоруського чемпіонату «Шахтар» (Солігорськ).
На початку липня 2016 року став гравцем кіпрського «Ерміса».
10 липня 2022 року підписав контракт з харківським «Металістом 1925».

## Матчі за збірну
29 липня 2005 року вперше зіграв у складі юнацької збірної України (U-16) проти команди Польщі. Пізніше грав у складі юнацьких збірних віком до 17, 18 та 19 років.
2008 року викликався до складу молодіжної збірної, проте в її складі на поле жодного разу так і не виходив.

## Особисте життя
Має трьох дітей.